# William Kemmler
William Francis Kemmler (Philadelphia, 9 mei 1860 – Auburn, 6 augustus 1890) was een Duits-Amerikaans moordenaar en de eerste persoon die werd geëxecuteerd door middel van de elektrische stoel.
Hij had zijn vrouw, Matilda Ziegler, vermoord met een bijl op 29 maart 1889, en werd op 6 augustus 1890 ter dood gebracht. Zijn advocaten verdedigden hem door te zeggen dat elektrocutie een wrede en ongebruikelijke straf was (cruel and unusual punishment, zoals verboden in het achtste amendement van de grondwet van de Verenigde Staten).
De eerste poging om hem te executeren mislukte; Kemmler werd gedurende 19 seconden geëlektrocuteerd, maar bleef in leven. De spanning werd verhoogd tot 2000 volt, maar de generator had tijd nodig om op deze spanning te komen. In deze pauze kon men de ernstig verbrande Kemmler horen kreunen. De tweede poging duurde langer dan een minuut, en het gebeuren werd door de verslaggever van The New York Times beschreven als een walgelijk spektakel, waarbij Kemmlers hoofd rood kleurde van het bloed uit geknapte haarvaten en de executiekamer stonk naar verschroeid vlees en haar.